# 国鉄C62形蒸気機関車3号機
■カテゴリ / ■テンプレート

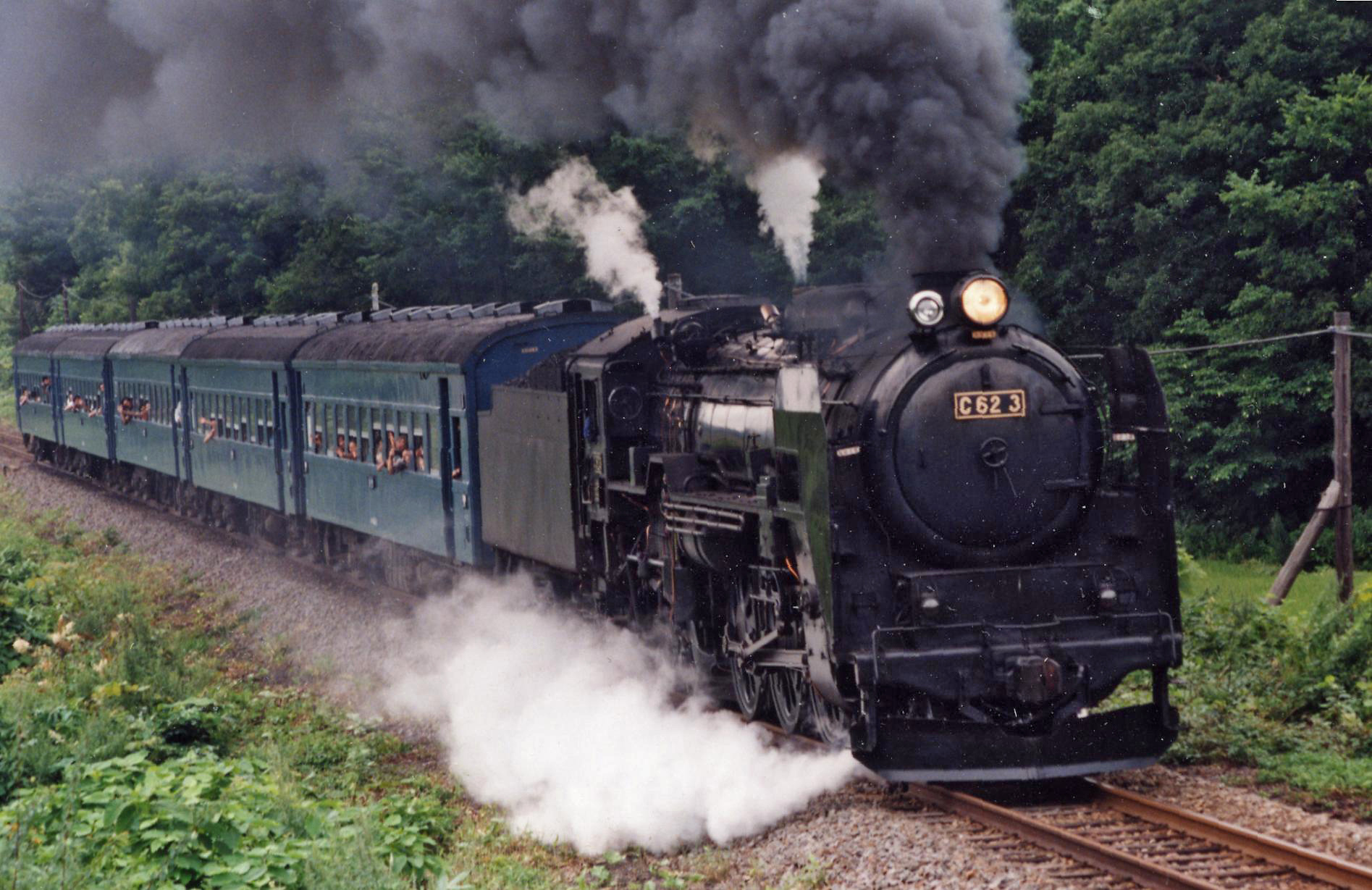
復活後、「C62ニセコ号」として運行したC62 3

C62 3は、北海道旅客鉄道（JR北海道）に所属し動態保存されていた蒸気機関車 (SL) で、日本国有鉄道（国鉄）の前身である運輸省が製造したC62形蒸気機関車の1両である。

## 現役時代から保存まで

### 改造名目の新製から渡道まで
D52 458の改造機という名義で、1948年（昭和23年）6月18日に日立製作所笠戸工場（山口県下松市）で落成（製造番号 1931）。同年6月26日付で糸崎機関区に新製配置された。1950年（昭和25年）8月17日付で梅小路機関区に転属し、北海道入りするまで東海道本線・山陽本線を中心に使用された。
1950年代後半、東海道本線名古屋・米原電化などにより所要両数に余裕が生じ、種車（D52形）に使用されていた粗製乱造によるボイラー不調機を順次保留車にしつつあったC62形を、装備改良および軽軸重形に改造の上で北海道へ転用投入し、旅客輸送効率を増強する計画が持ち上がった。まず先行配置および運用試験の意味合いも込めて、1956年（昭和31年）9月15日に鷹取工場で定期検査および北海道向け改造工事（工事の内容は後述）が終了した本機が、梅小路機関区から苗穂工場へ発送された。同月20日に同工場に入場し、酷寒地対策（耐寒・耐雪改造工事）改造を実施後、同26日付で小樽築港機関区に配属された。

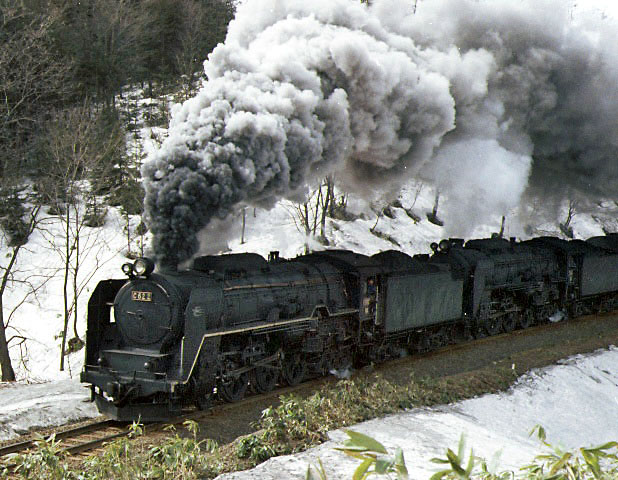
函館本線をC62形重連に牽引され走行する急行「ニセコ」。前補機がC62 2、後ろの本務機がC62 3

### 渡道から保存までの経緯
配置後は機関士の習熟運転を行い、1956年10月11日に函館本線の営業列車上り「まりも」を、翌12日に下り「大雪」を使用し（小樽 - 函館間往復）、試運転が実施された。破格の大形機故に危惧されていた軌道負担増大の問題について、運用担当部署と保線担当部署で話し合いの上で、車両は検修担当で適宜改修を行うこと、軌道は急カーブにおける通過速度をC62形に限り下げるなどを実施するなど、保線側で充分対応可能な範囲に収まるなどその結果は良好であった。
ただし、大型機の軽軸重化改造機・線路規格の低い線区においての運用ということもあって、検修担当者も従来機では発生したことのない故障やトラブルに遭遇、対処に追われるなど、試行錯誤の上で北海道における安定運用にこぎつけることができた。
これを受けて、保留車となっていたC62形は、1957年（昭和32年）2月より、順次D52形から流用された戦時設計による状態不良ボイラーの新製交換と、軸重軽減改造、耐寒・耐雪工事（本機の場合は、1956年8月31日から9月8日まで鷹取工場で甲修繕を実施後、苗穂工場まで回送、臨時入場し耐寒・耐雪改造工事）を施工後、随時小樽築港機関区へ転属されることとなった。そして、急行「まりも」「ていね」「大雪」などで、函館本線小樽 - 長万部間を同形式での重連運用として『ジェット音』とも称されるような轟音を、ニセコ山系に轟かせて限界を求める運用に従事することとなる（なお本務機は小樽から函館までの往復運用を2日、補機運用は小樽 - 長万部間を1日で往復する運用であった）。
SLファンはこのシーンを様々な場所から撮影しており、貴重なシーンとなっている。
1972年（昭和47年）秋に、C62 2は動態保存先の梅小路蒸気機関車館（現・京都鉄道博物館）へ異動が決まったため、苗穂工場にて徹底した整備・全般検査を受けて転属したのちは、本機がC62 2とのコンビで「ゴールデンコンビ」として人気が高かったためと、「鉄道友の会北海道支部」による延命運動が同年夏ごろに始まり、臨時列車・不定期列車牽引に用いられるようになった。しかし、小樽築港機関区所属の他の同形機は廃車解体（一部は部品のみ展示されるなどしている）処分となった。その後、一時休車状態にあった本機がファンサービスも兼ねて1973年（昭和48年）の2月から9月まで函館本線の小樽 - 長万部間の普通列車を牽引したことがある。しかし同区間の完全無煙化により、本機も同年10月で第一次休車となり、1974年（昭和49年）7月から第二次休車となり、1976年（昭和51年）3月19日、日本国有鉄道工事局通達第1224号（保存目的）で車籍抹消（除籍）となった。その後は小樽築港機関区にて、保存目的の徹底整備が行われたのち、1977年（昭和52年）4月21日に保存される小樽市の北海道鉄道記念館（その後、小樽交通記念館を経て現在は小樽市総合博物館）にSL2両 (C55 50, C12 6) とともに搬入され、静態保存されることになった。

## 動態復元から「C62ニセコ号」運行終了まで

### 動態復元に至る概要に関して
国鉄分割民営化直前の1986年（昭和61年）10月4日、北海道鉄道記念館（当時の呼称、現在は小樽市総合博物館）に静態保存されていた本機は、旧手宮線経由で小樽築港機関区（現・小樽運転所）に搬入され、有火状態への仮復旧が行われた。

### 動態復元に至る経緯について
その前年となる1985年（昭和60年）5月15日に、復活運転の是非を検討すべく小樽築港機関区の検修陣・SL検修担当OBらにより、本機に関して現地にて詳細な調査が行われ、海のそばに位置する場所での長期にわたる保存期間だったことから腐食箇所等は複数あったものの修復は可能であり、機関車牽引による小樽築港機関区までの走行は可能と判断された。しかしその後、管轄である札幌鉄道管理局上層部内で理由は不明だが、計画に予算が付くことがなく移送作業はしばらくの間中断していた。
事態が急変したのは、前述した手宮線を国鉄清算事業団（当時は国鉄札幌鉄道管理局）からの買収・観光施設整備計画を小樽市が計画し動き始めたとの新聞報道を受け、レールが記念館までつながっている間に小樽築港機関区に収容するために、急遽国鉄札幌鉄道管理局からの予算が下り、1986年（昭和61年）10月4日の日中にディーゼル機関車DD16 15牽引による超徐行運転で南小樽駅構内に到着後、同日深夜の終列車の通過を待ち、南小樽 - 小樽築港駅構内にある小樽築港機関区間の線路閉鎖措置を行った上、超徐行運転にて1986年（昭和61年）10月5日未明に小樽築港機関区に収容された。

### 国鉄さよならイベントに向けての仮復旧から本線復活に向けた完全修復に関して
その後、小樽築港機関区に収容された本機は、国鉄民営化イベントに向けて整備を行うために時間的な制約もあったが、ボイラーおよび主台枠、炭水車を除くほぼすべての部品が分解された。また、実際にSL検修に携わり、国鉄の下請け会社に定年再雇用されていたベテラン検修担当者が国鉄札幌鉄道管理局に出向という手続きで、仮復旧の陣頭指揮を執った。
ボイラーの定圧水圧検査および各種装置の検査結果に従った修繕、走り装置一式の分解修繕、給水関係機材などの不足する部品の製作などを行い、さらにボイラーケーシングをはじめとする車体の再塗装などの有火状態で自走できるまでの仮復旧作業が行われ、翌1987年（昭和62年）3月31日から同年4月1日にかけての国鉄分割民営化イベントへ仮復旧状態で参加した。その後、同年4月より苗穂工場で徹底的な完全修繕（ボイラーの完全修復・運転席キャブの新規製作・ATSの再整備・炭水車部分の新規製作等）が実施されて動態復元工事が終了し、1988年（昭和63年）3月3日付でJR北海道にて車籍復活（復籍）し、本線復活となった。
しかし、この際に保存前の当該車両の車両履歴簿を発見することができず、小樽築港機関区に収容された時点に遡り再作成された。
だが、本機の履歴簿は、現在は発見されている現役時代の2冊および動態復元に向け仮復旧に着手してから運行停止までの1冊の計3冊にて構成されている。JR北海道苗穂運転所の検修担当責任者も引用文献でのインタビューに対し、「あれだけ探して出てこなかった履歴簿がなぜ今あるのが不思議でしょうがないのです」と語っている（現在はJR北海道苗穂工場内の「北海道鉄道技術館」にてC62 3の保管・管理がされているため、JR北海道が保管している）。
また、復元や検修作業に必要な検修用治工具や作業用工具・SL用部品やC62専用工具は一部の治工具やSL用汎用工具を除き、既に小樽築港機関区および復籍後の所属区となる苗穂運転所にもなかったため、JR北海道およびJR貨物北海道支社管内のSL所属歴のある運転区から、保管または発見された工具を持ち帰ったものも存在した(これらの工具の中にはSL運用が廃止され、もう使用しないということでスクラップ前提で野外に放置されていた)。
当機用部品は検修庫の倉庫に死蔵されていたものを発見し持ち帰っており、運用終了後に残存した部品は現在も運用されているC11形蒸気機関車の修繕や部品の製作時の見本にも使用されている。JR北海道所属現業機関およびJR貨物北海道支社管内の現業機関に保管されていた工具および部品を苗穂運転所へ移管を行い、C62形専用工具は北海道鉄道記念館に国鉄小樽築港運転区から寄贈・展示されていたものをJR北海道が同館から借用の上、同一の工具を2組を新規作成した上で運用中は使用されていた。運用終了後に借用した工具は小樽市総合博物館に返却されており、現在は同館の蒸気機関車資料館で展示されている。残りの2組は苗穂工場で保管されており、その一部は苗穂工場内にある「北海道鉄道技術館」でも展示されている。

### 本線復活から運用終了まで

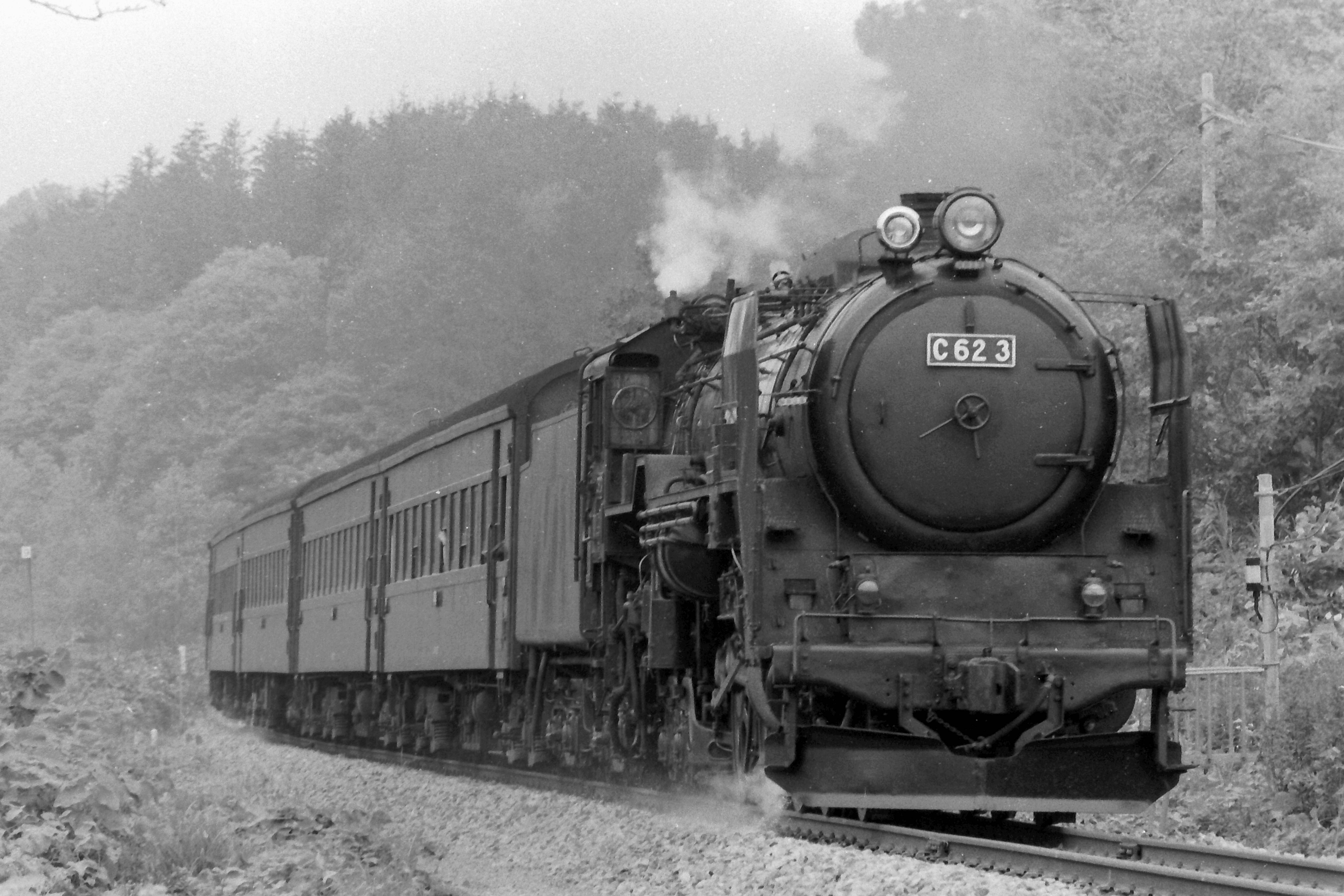
「C62ニセコ号」の様子（1988年8月撮影）

1988年4月29日から函館本線小樽 - 倶知安間にて、臨時快速「C62ニセコ号」として運行を開始した。しかし、JR北海道ではなく北海道鉄道文化協議会（鉄文協）が運行に関する諸費用を提供し、鉄文協のボランティアが車内放送や車内清掃を行う形態で運行されていた。1990年（平成2年）5月3日に運行区間は小樽 - ニセコ間に延長され、ニセコ駅には専用の転車台（新得機関区に以前あったものを転用）も設置された。この運行中のエピソードとして、「運転難航により、勾配途中にて空転頻発により停車した際、線路脇にて撮影するファンから「バンザーイ！」と連呼する声が上がって驚いた」と元機関士が引用文献においてのインタビューにて答えている（その理由は、思いがけず臨時停車したことにより、C62 3の再出発に必要な蒸気を作るため、石炭の燃焼を促すブロアの作動による黒煙が上がっている当機の写真が長時間撮影できる機会を得たファンの正直な思いの吐露であったと思われる）。
しかし鉄文協が、スポンサー企業の撤退や主要人物の刑事事件による逮捕などの内部事情などにより、全般検査費用の資金を確保できなくなった上に、運行経費の確保もままならなくなり、やむを得ず1995年（平成7年）11月3日をもって同列車の運行は終了となった。翌1996年（平成8年）3月に鉄文協も解散した。

## 再び静態保存まで

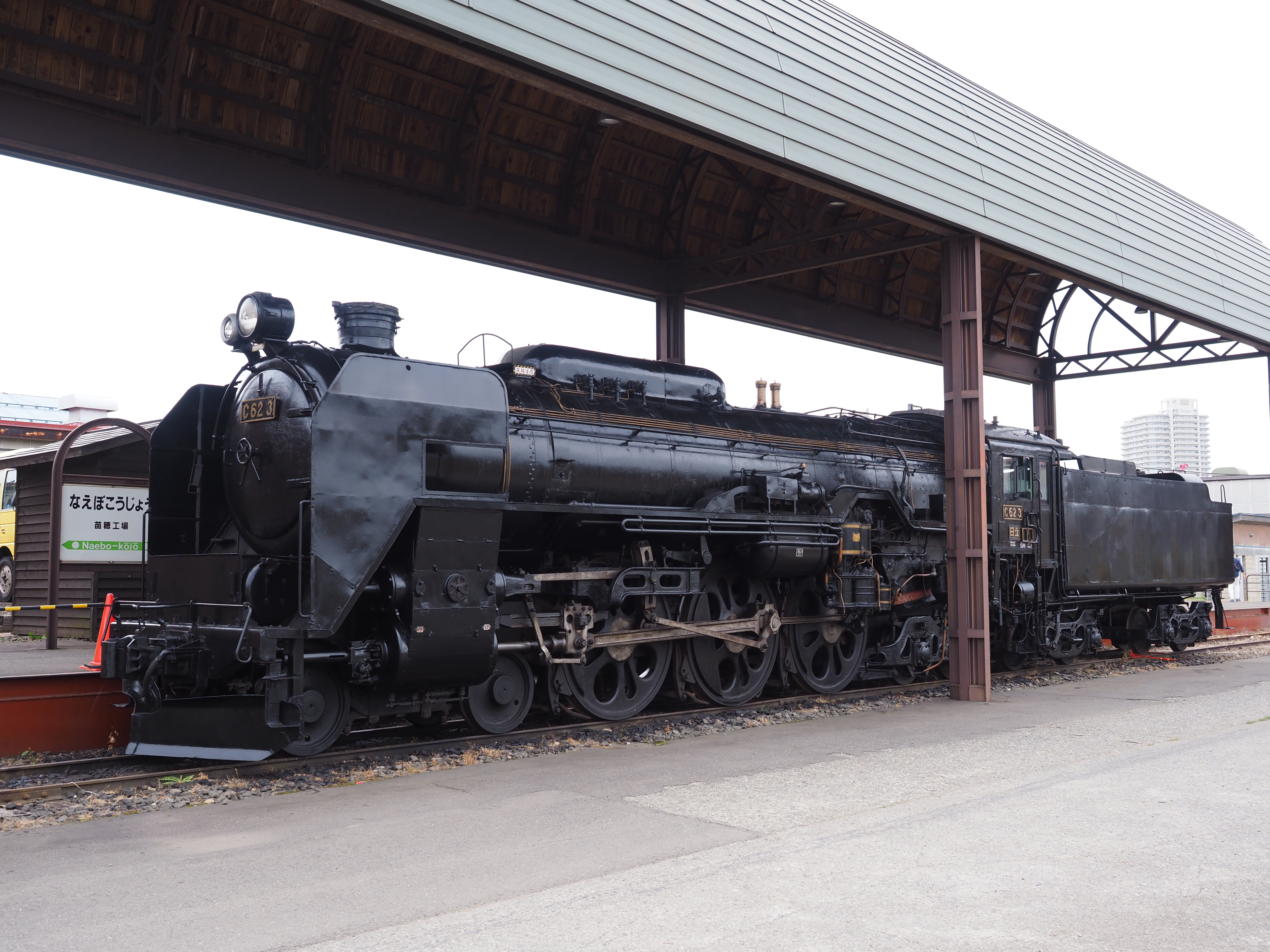
北海道鉄道記念館前に保存展示されているC62 ３

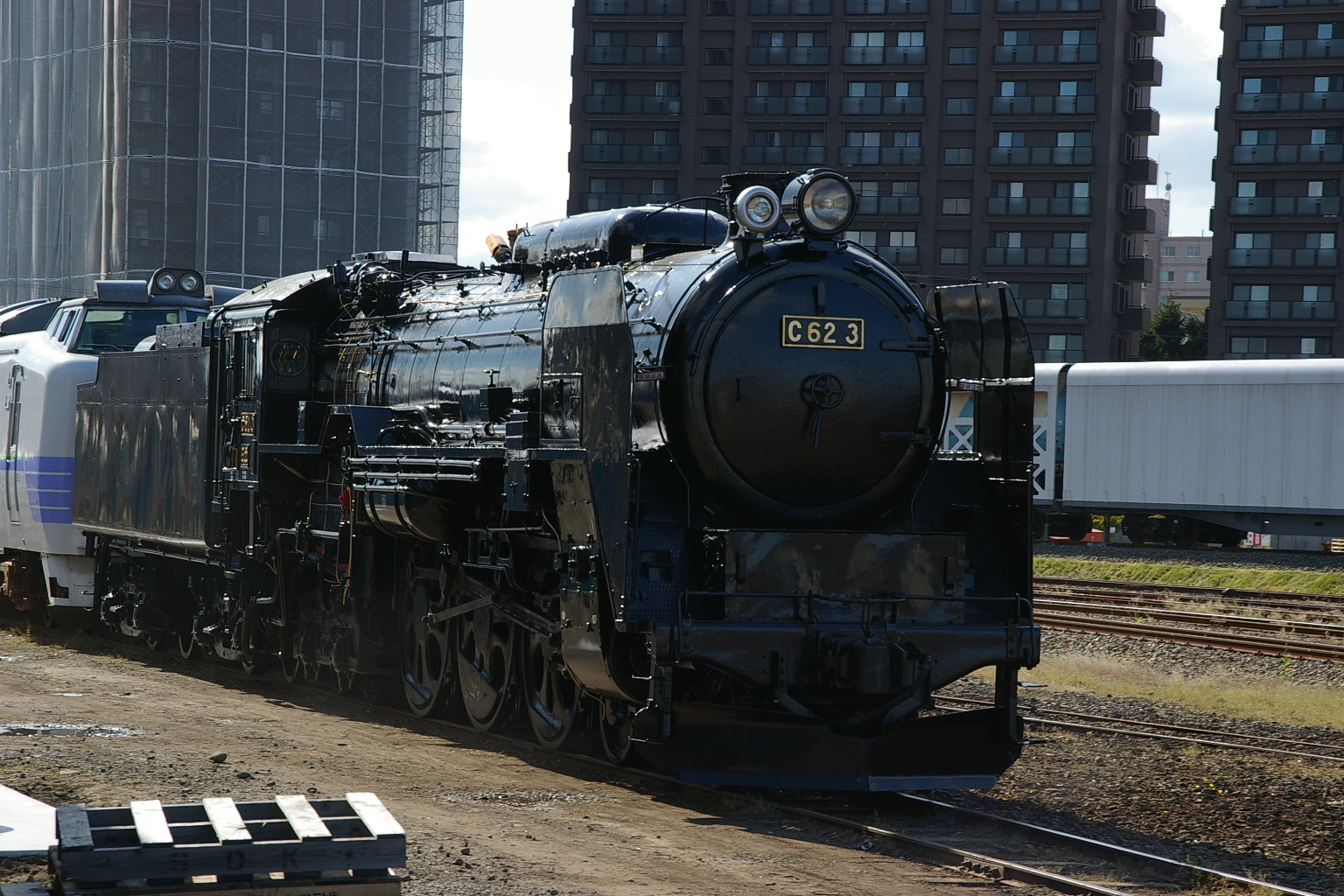
苗穂工場で2007年鉄道の日イベントで本機が公開された時の様子。クハ780-1とともに体験乗車に使用された。

### 運用終了後の本機について
「C62ニセコ号」運行終了後、本機は将来の復活の可能性に備え、JR北海道の苗穂工場内にある北海道鉄道技術館に保管される運びとなったが、前述のとおり検査・運行費用が捻出できなくなり、検査期間切れとなったため、1996年11月8日付で除籍となった。その後、1999年（平成11年）にJR北海道は、自社管内であればどこでも走行ができ小型で汎用性が高く、運用コストの低廉なC11形蒸気機関車を復活させ、現在の運転はJR北海道自身で行っている。
現在は「北海道鉄道技術館」の夏季指定公開日（おおむね5 - 11月の毎月第2・第4土曜日。公開時間は13:30 - 16:00である）である）に見学することができる。また、鉄道の日関連イベントでの公開の際は有火自走こそしないものの、車両に牽引・推進された本機の運転席に添乗し、数百メートルではあるが、往復添乗をすることができる（画像参照）。

### 本機の復活の可能性について
2009年（平成21年）2月、東日本旅客鉄道（JR東日本）による新たなSL動態復元候補機の調査の際、保存状態も良好で必要最小限の整備で本線復活が可能な本機がリストアップされたが、JR北海道は本機の貸与および譲渡を認めなかった（と言われているが明確なソースは存在しない）。そのためJR東日本は、結果的に第二候補としていた群馬県伊勢崎市華蔵寺公園に静態保存されていたC61 20を動態復元することとした。
2010年（平成22年）10月、本機は準鉄道記念物に指定された。